# Destruction by Definition
Destruction by Definition is het debuutalbum van de Amerikaanse punkband The Suicide Machines. Het album werd op 21 mei 1996 uitgegeven door het platenlabel Hollywood Records, voor het eerst op cd en cassette. Het werd in 2000 in Japan op cd uitgegeven door Avex Inc. en tussen 2013 en 2015 meerdere keren heruitgegeven via Asbestos Records en Hollywood Records op lp.
Met Destruction by Definition, dat uitkwam midden gedurende de Amerikaanse punkheropleving van de jaren 90, verkreeg The Suicide Machines voor het eerst enige bekendheid in de punkbeweging. Er werden videoclips gemaakt voor de nummers "SOS" en "No Face", waarvan de laatste nummer 31 op de Alternative Songs-hitlijst van Billboard bereikte.

## Nummers
Het laatste nummer van het album is een hidden track. "I Don't Wanna Hear It" begint op track 16 na "So Long" en is een cover van de Amerikaanse hardcorepunkband Minor Threat. Niet alle versies van het album bevatten deze hidden track. In 2013 werd het album heruitgegeven als lp, waar een single met daarop twee nummers werd bijgevoegd.
| Destruction by Definition 1. "New Girl" - 2:03 2. "S.O.S." - 2:25 3. "Break the Glass" - 3:08 4. "No Face" - 1:53 5. "Hey" - 2:35 6. "Our Time" - 2:06 7. "Too Much" - 2:07 8. "Islands" - 2:04 9. "The Real You" - 2:01 10. "Face Values" - 1:21 11. "Punk Out" - 2:56 12. "Vans Song" - 2:37 13. "Insecurities" - 1:51 14. "Inside/Outside" - 1:48 15. "Zero" - 1:48 16. "So Long" - 3:08 | Hidden track 1. "I Don't Wanna Hear It" - 1:08 Bonus-single 1. "Fadeaway" 2. "Pack Your Smiles" |

## Muzikanten
Band
- Jason Navarro - zang
- Dan Lukacinsky - gitaar, achtegrondzang
- Royce Nunley - basgitaar, achtegrondzang
- Derek Grant - drums, hammondorgel, Clavinet, piano, achtegrondzang

Aanvullende muzikanten
- Vinnie Nobile - trombone
- Larry Klimas - tenorsaxofoon